# عبارة مبتذلة
العبارة المبتذلة هي العبارة التي تعبر عن فكرة لا تتميز بالأصالة ولا بكبر القيمة في ألفاظ هي بدورها تافهة.